# Empanadilla

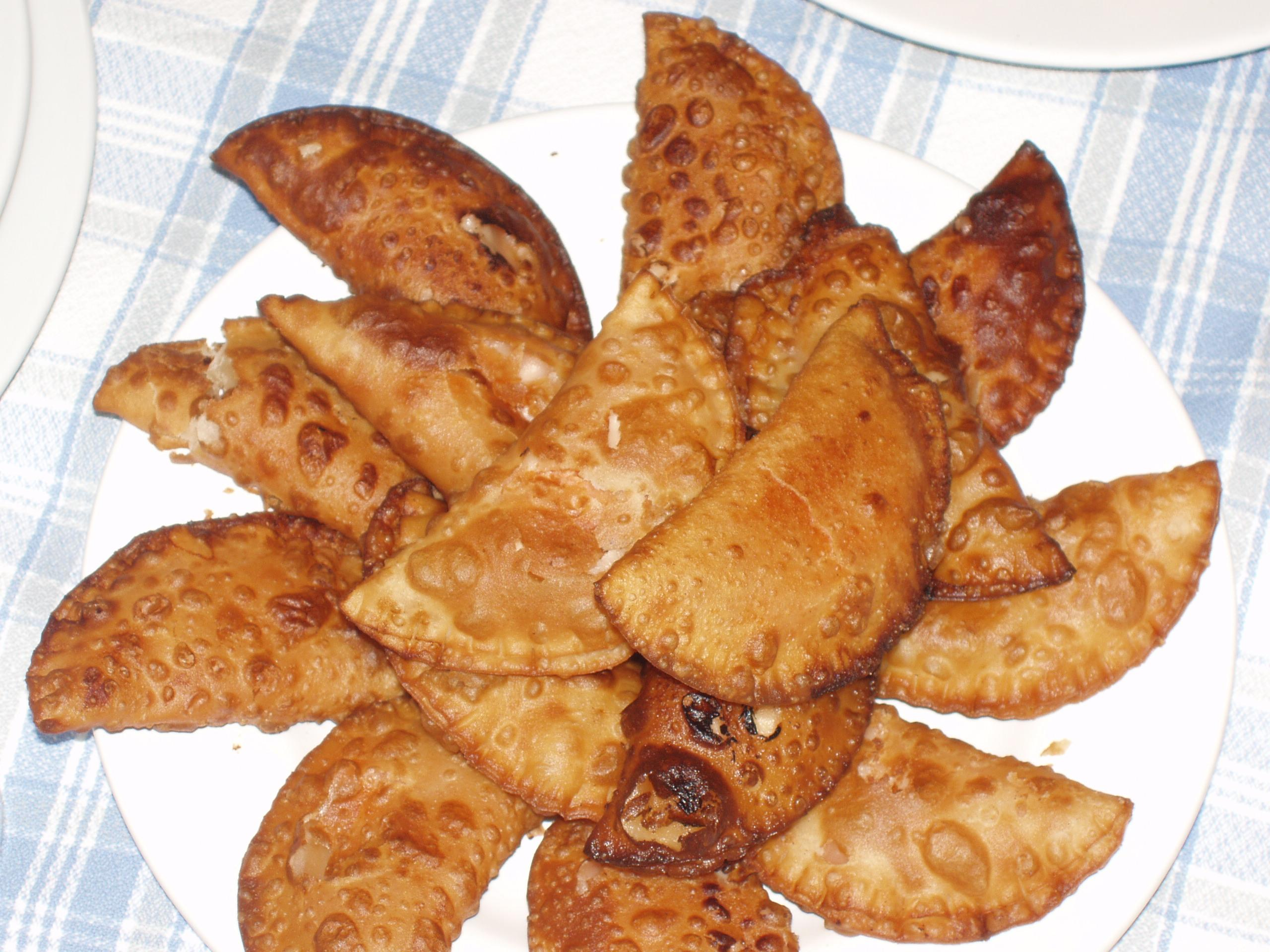
Assiette d'empanadillas dans laquelle on peut remarquer la texture croustillante de la pâte extérieure (avec la typique formation de bulles pendant la friture).

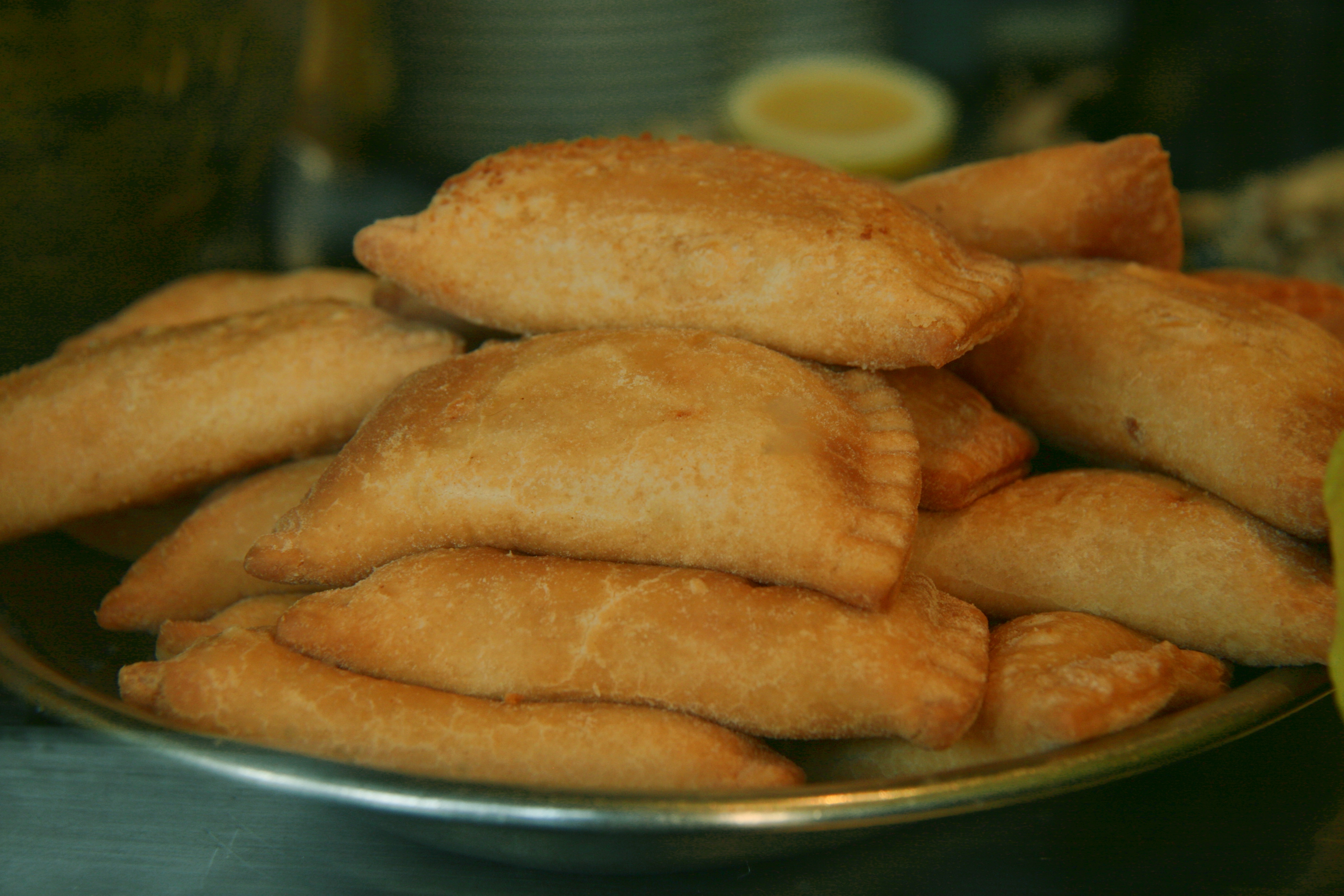
Empanadillas prêtes dans un plat.

L'empanadilla est un type de petite tourte qu'on peut considérer une variante de l'empanada. On la fait habituellement avec une pâte farcie de viande hachée et d'autres ingrédients en forme d'omelette qu'on fait ensuite frire dans l'huile (celle-ci est l'une des différences par rapport à l'empanada, qui est généralement cuisinée au four pour que le pain de sa surface soit cuit). Sa texture extérieure est croustillante et contraste avec la mollesse de son intérieur, étant la pâte similaire à celle employée dans les pestiños. Elle peut parfois être servie chaude comme des tapas, seule ou accompagnée de sauce.

## Caractéristiques
L'empanadilla est un aliment farci généralement d'un contenu salé (viande hachée en règle générale avec des légumes crus ou en saumure, un œuf dur haché, du poisson haché comme du bonite), dans bien des cas mélangé à de la sauce tomate. La farce la plus classique des empanadillas espagnoles est généralement un mélange de bonite ou de thon haché dans une sauce tomate avec de petits dés d'œuf dur.
La pâte s'élabore en forme d'omelette d'un diamètre d'environ 12 cm et est fermée, en règle générale, par les dents d'une fourchette, ce qui donne à son bout une forme caractéristique. La pâte peut être faite maison ; on peut également l'acheter déjà préparée dans des emballages qui se trouvent dans bien des supermarchés espagnols dans des vitrines réfrigérées, dans des paquets de 16 pains. Le résultat final complètement fermé est généralement frit dans l'huile bouillante (habituellement de l'huile de tournesol). On peut employer une poêle à fond épais ou une friteuse. Dans le grand nombre de variantes de la recette traditionnelle, il en existe certaines végétariennes. À Porto Rico, on la connaît comme pastelillo, qui est une variante à la circonférence moindre et qui peut être salée ou sucrée selon la farce.